# Nowy Probark
Nowy Probark [pronunciación en polaco: /ˈnɔvɨ ˈprɔbark/] (en alemán: Proberg) es un asentamiento ubicado en el distrito administrativo de Gmina Mrągowo, dentro del condado de Mrągowo, voivodato de Varmia y Masuria, en el norte de Polonia. Se encuentra aproximadamente a 7 kilómetros al sureste de Mrągowo y a 58 kilómetros al este de la capital regional Olsztyn.
El asentamiento tiene una población de 130 habitantes.